# Bulbophyllum obtusatum
Bulbophyllum obtusatum är en orkidéart som beskrevs av Rudolf Schlechter. Bulbophyllum obtusatum ingår i släktet Bulbophyllum och familjen orkidéer. Inga underarter finns listade i Catalogue of Life.